# 데드 오어 얼라이브 4
데드 오어 얼라이브 4(Dead or Alive 4)는 팀 닌자가 개발하고 테크모가 엑스박스 360용으로 배급한 2005년 대전 격투 게임이다. 데드 오어 얼라이브 시리즈 중 4번째 주요 작품이다.
데드 오어 얼라이브 4는 대체로 긍정적인 평가를 받았으며 메타크리틱에서는 100점 만점 중 85점의 평점을 받았다. 2006년 말, 이 게임은 전 세계적으로 100만 부 넘게 판매되었다. 2011년 후속작 데드 오어 얼라이브: 디멘션스가 출시되었다. 2021년 11월 15일, 데드 오어 얼라이브 4는 하위 호환을 통해 엑스박스 원, 엑스박스 시리즈 X/S를 지원하게 되었다.

## 평가
| 통합 점수     | 통합 점수 |
| 통합사        | 점수      |
| ------------- | --------- |
| 게임랭킹스    | 85.49%    |
| 메타크리틱    | 85 / 100  |
| 평론 점수     |           |
| 평론사        | 점수      |
| 게임 인포머   | 9/10      |
| 게임 레볼루션 | B+        |
| 게임프로      | 5.0 / 5   |
| 게임스팟      | 8.8 / 10  |
| 게임스파이    | [ 9 ]     |
| 게임스레이더+ | 7 / 10    |
| IGN           | 9.0 / 10  |
| PALGN         | 8.0 / 10  |
| 팀엑스박스    | 9.1 / 10  |

| 수상                                      | 수상                                     |
| 평론사                                    | 수상                                     |
| ----------------------------------------- | ---------------------------------------- |
| GameSpot's E3 2005 Editors' Choice Awards | Best High-Definition Movies              |
| IGN's Best of E3 2005 Awards              | Xbox 360: Best Non-Playable Presentation |